# Philicus discomaculicollis
Philicus discomaculicollis là một loài bọ cánh cứng trong họ Cerambycidae.